# Okavango
Okavango är en flod i sydvästra Afrika. Den är en av de längsta floderna i Afrika på 1 600–1 800 kilometer och med ett avrinningsområde på uppemot 785 000 kvadratkilometer. 
Floden börjar sitt lopp i Angola, där den kallas Kubango, och därefter utgör den gränsen mellan Angola och Namibia innan den slutligen rinner ut i Kalahariöknen i Botswana. Före inträdet i Botswana faller floden kraftigt med ungefär 4 meter, tvärs över hela flodens bredd på 1,2 kilometer, genom en serie forsar som kallas Popafallen. 
Okavango är en av mycket få floder i denna storlek som inte rinner ut i havet (endorheisk) och bildar ett stort inlandsdelta, det så kallade Okavangodeltat (även benämnda Okavangoträsken). Detta 22 000 kvadratkilometer stora område utmärker sig med sin mycket rika fauna.
Delar av floden rinner ut i sjön Ngami.
Enligt en teori var floden ursprungligen sammanlänkad med floden Limpopo. De skildes i samband med jordbävningar och anslutande torka.